# پیز لونگین
پیز لونگین (به لاتین: Piz Lunghin) یک کوه در سوئیس است که در کانتون گراوبوندن واقع شده‌است. پیز لونگین ۲٬۷۸۰ متر بالاتر از سطح دریا واقع شده‌است.